# Association des écrivains réunionnais
Pour les articles homonymes, voir ADER.
L'Association des écrivains réunionnais – ou ADER – est une maison d'édition réunionnaise perçue comme un véritable « vivier » littéraire et qui a été créée en 1975[réf. nécessaire] par Alain Gili dans le but de fédérer et de promouvoir la littérature contemporaine de l'île.

## Publications
- Crise chez les versiffleurs - Association des écrivains réunionnais - textes de Danny Jacot, Agathe Eristov, Sonny Rupaire et Alain Gili - introduction de Alain Gili - coll. L'ADER présente. ADER - Saint-Denis, 1977.
- La Gestation - Christian Millot - St Joseph, ADER, 1978.
- Expression réunionnaise - Association des écrivains réunionnais - éd. par Claude Schratzenberger et Alain Gili - ADER - Sainte-Clotilde, 1980.
- Nouvelles de partout - Alain Bled - St Denis, ADER,1980.
- La Maison, Daniel Lauret, Nouvelle accompagnée d’un coffret de 28 aquarelles de François Hennequet, « Les cases-espaces ». Saint-Denis: ADER, 1981.
- "Ansanm-Ansanm pou in gran 20 Désanm", Patrice Treuthardt, Le Port: ADER/Village Titan, 1981 ; réédition par le conseil général de La Réunion pour le 150e anniversaire de l'abolition de l'esclavage, 1998.
- 800 km à l'est de Tamatave  L'ADER présente. Éd. Goutte d'eau dans l'Océan - Alain Gili - Saint-Denis de la Réunion, 1981.
- Cahier d'un retour au pays natal en hommage à Aimé Césaire et à Sarah Maldoror - sous la dir. d'Alain Gili - ADER - Saint-Denis, 1981.
- Alain Péters, Mangé pou le cœur : poèmes et chansons créoles, ADER et Village Titan, Le Port, 1984 sous la dir. d'Alain Gili
- "Pointe et Complainte des galets", Patrice Treuthardt, Le Port: ADER/Village Titan, 1986
- Chroniques - Pierre Chassagne - St Denis, ADER, 1987
- La borne bardzour / Les Limites de l'aube - Axel Gauvin - Saint-Denis-de-la-Réunion: ADER, 1988.
- Mahavelona - Joseph Toussaint - St Denis, ADER, 1992
- La qualité du bon sommeil de pharmacie - Alain Gili - ADER, Association des écrivains réunionnais - Saint-Denis, 1993.
- De Sitarane à Ratsiraka - entretiens entre Jean Valentin Payet et Alain Gili - Jean Valentin Payet - ADER - Saint-Denis, 1993 - 2 cass. audio + 1 livret de 103 pages.
- Rue d’Après, Claire Karm, Saint-Denis: ADER, 1993.
- Ma Chine Nation, Daniel Honoré, Saint-Denis: ADER, 1994.
- Po lodèr flèr bibas, teat 2 ak 7 tablo, Axel Gauvin, (pièce de théâtre essentiellement en créole). Saint-Leu: Presses du Développement, 1984; Saint-Denis: ADER, 1994.
- Manapany express et autres nouvelles - Alain Gili [collab.] avec Claire Karm - ADER Saint-Denis, 1998.
- Nine, Claire Karm, Saint-Denis: ADER, 2001.

## Éditions sonores
- Chante Albany, Textes de Jean Albany dits par l'auteur ou mis en musique par Pierrot Vidot, Jean-Michel Salmacis, Hervé Imare et Alain Péters, ADER 1978.
- L'tonton Alfred et Bébett coco, Alain Péters, textes de Jean Albany, 45T, ADER, 1979.
- Mangé pou le cœur, Alain Péters, Album, ADER et Village Titan, 1984.
- Panier su la tete ni chante et Romance pou un zézère, Alain Péters, 45T, ADER et Village Titan, 1984.

## Films
- Jean Albany, Mon Ile était le Monde, un film de 52 minutes réalisé par Jacques Baratier avec le concours d'Alain Gili et de l'ADER, 1992.